# 山下泰平
山下 泰平（やました たいへい、1977年10月7日 - ）は日本の作家、明治娯楽物語研究家。インターネット上では「kotoriko」名義でも活動している。

## 著作

### 単行本
- 『『舞姫』』の主人公をバンカラとアフリカ人がボコボコにする最高の小説の世界が明治に存在したので20万字くらいかけて紹介する本』柏書房、2019年
- 『簡易生活のすすめ――明治にストレスフリーな最高の生き方があった！』朝日新聞出版、2020年

### 電子書籍
- 『348人の女工さんに仕事の話を聞いてみました』かのとみ、2011年[2]

### 連載
- 「忘れられた物語――講談速記本の発見」『熱風』スタジオジブリ、2011年～2013年[3]

## メディア出演
- 「アフター６ジャンクション」TBSラジオ、2019年5月21日（※ライムスター宇多丸、宇垣美里と共演）[4]